# 韩京清
韩京清（韓語：한경청，1937年11月1日—2008年4月21日），朝鲜族，系统与控制学家，中国控制理论和应用早期开拓者，自抗扰控制技术（ADRC）开创者，原中国科学院系统科学研究所系统分析与控制研究室主任，中国系统工程学会常务理事，中国系统仿真学会常务理事，中国自动化学会控制理论专业委员会委员。

## 生平
韩京清1937年11月1日出生于吉林省长白县的一个朝鲜族家庭，1949年龙岗村小学毕业，1951年长白县朝鲜中学初中毕业，1954年清原高中毕业。1958年，韩京清从吉林大学数学系毕业后被分配到中国科学院数学研究所工作。1963年至1966年间，他赴苏联莫斯科大学力学数学系深造。文化大革命结束后，他曾担任中国科学院系统科学研究所系统分析与控制研究室主任，中国系统工程学会常务理事，中国系统仿真学会常务理事，中国自动化学会控制理论专业委员会委员等职务，2008年4月21日在北京去世。

## 学术贡献
韩京清在1960年代发展完善了线性最速控制理论中的“等时区”方法，在1970年代用最优控制理论提出了拦截问题中新的制导概念和方法。1980年代，他开始领导中国控制系统计算机辅助设计软件的开发和研究，并主持完成了国家自然科学基金重大项目“中国控制系统计算机辅助设计软件系统”（CADCSC）。
1980年代，韩京清开始摒弃学术界将控制理论局限于基于模型的稳定性和最优性研究的观点，创建了自抗扰控制技术（ADRC），为现代控制理论与应用开创了崭新的思路和手段。由于自抗扰控制技术与当时学术界的主流相背，他的科研工作并没有被重视，科研经费也有时没有保障。不过在他去世之后，自抗扰控制技术变得越来越被认可，开始在国内外的导航制导与飞行控制、机械系统、电力系统、化工过程控制和故障诊断等领域广泛应用。

## 纪念
- 2013年7月24日-25日， 中国科学院系统控制重点实验室和中国科学院国家数学交叉中心举办了2013自抗扰控制研讨会暨纪念韩京清先生逝世五周年学术活动。[4]
- 2018年7月19-21日，中国科学院系统科学研究所举办了IEEE第12届自抗扰控制研讨会——纪念韩京清先生逝世十周年学术活动。[5]
- 2018年韩京清去世十周年之际，学术期刊《控制理论与应用》2018年第35卷第11期和英文期刊《Control Theory and Technology》2018年第16卷第4期发行了纪念他的专刊。[3]

## 著作

### 书籍
- 韩京清:《拦截问题中的导引律》，国防工业出版社 1977年
- 韩京清等：《线性基本理论和代数基础》, 辽宁科学技术出版社 1985年
- 韩京清 许可康：《线性控制系统理论》, 科学出版社 2001年，ISBN 9787030088741
- 韩京清：《自抗扰控制技术：估计补偿不确定因素的控制技术》，国防工业出版社 2008年，ISBN 9787118057959

### 期刊论文
- 宋健 韩京清：线性最速控制系统的分析与综合理论《数学进展》，1962，5（4）：264-282
- 韩京清：最优导引律《航空学报》，1979，1：83-90
- 韩京清 许可康：用状态反馈实现稳定的抗干扰性《中国科学》，A（10）：941-950，1982
- 韩京清：线性空间上的控制系统《控制理论与应用》，1985
- J Han and K Xu, The Structural Algorithm of Matrix Sequence and Linear Systems, Control Theory and Applications 1986, 3(2):30-42
- 韩京清: 稳定阵的标准型及有关问题《控制与决策》，1987，（2）：1-6
- 韩京清：控制理论—模型论还是控制论《系统科学与数学》，1989，9（4）：328-335
- 韩京清：今后十二年中国的人口形势与有关问题《系统工程理论与实践》，1989，9（5）：25-30
- 韩京清 刘瑛瑛：生育基数及其应用《中国人口科学》，1989，（2）：1-5
- 韩京清 王伟：非线性跟踪微分器《系统科学与数学》，1994，14（2）：177-183
- 韩京清：非线性PID控制器《自动化学报》，1994，No.4：487-490
- 韩京清：一类不确定对象的扩张状态观测器《控制与决策》，1995，（1）：85-88
- 韩京清 姚翠珍：中国30个省，自治区，直辖市的生育基数《中国人口科学》，1994，（5）：22-38
- 韩京清：自抗扰控制器及其应用《控制与决策》，1998，（1）：18-23
- 韩京清 袁露林：跟踪—微分器的离散形式《系统科学与数学》，1999，19（3）：268-273
- 韩京清 张文革：大时滞系统的自抗扰控制《控制与决策》，1999，No.4：354-358
- 朴军 韩京清：自抗扰控制器（ADRC）仿真软件《系统仿真学报》，1999，No.5：383-386
- 韩京清：控制系统的鲁棒性与Gdel不完备性定理《控制理论与应用》，1999，16（增）：149-155
- 韩京清：中国人口年龄结构及其对社会经济的影响《系统工程理论与实践》，1999，19（12）：128-131
- J Han: From PID to Active Disturbance Rejection Control. IEEE Transactions on Industrial Electronics, 2009 56(3), 900-906

## 荣誉
- 2003年12月1日：省部科学技术进步奖[6]
- 2004年12月1日：省部科学技术进步奖[7]
- 2009年11月15日：系统科学最佳论文奖[8][9]